# Fu Huan
Fu Huan (chiń. 傅欢, ur. 12 lipca 1993 w Szanghaju) – chiński piłkarz występujący na pozycji obrońcy w chińskim klubie Shanghai SIPG oraz w reprezentacji Chin.

## Kariera klubowa

### Shanghai SIPG
W 2011 podpisał kontrakt z klubem Shanghai SIPG. Zadebiutował 15 października 2011 w meczu China League One przeciwko Beijing BIT (0:0). Pierwszą bramkę zdobył 2 czerwca 2012 w meczu Pucharu Chin przeciwko Fujian Smart Hero (6:0). W sezonie 2012 jego zespół zajął pierwsze miejsce w tabeli i awansował do najwyższej ligi. W Chinese Super League zadebiutował 5 maja 2013 w meczu przeciwko Liaoning FC (1:2). 9 lutego 2016 zadebiutował w kwalifikacjach do Azjatyckiej Ligi Mistrzów w meczu przeciwko Muangthong United (3:0). 24 lutego 2016 zadebiutował w fazie grupowej Azjatyckiej Ligi Mistrzów w meczu przeciwko Melbourne Victory (2:1). Pierwszą bramkę w lidze zdobył 19 sierpnia 2016 w meczu przeciwko Shijiazhuang Ever Bright (4:1). W sezonie 2018 jego zespół zajął pierwsze miejsce w tabeli zdobywając mistrzostwo Chin. 23 lutego 2019 wystąpił w meczu o Superpuchar Chin przeciwko Beijing Guo’an (2:0) i zdobył trofeum.

## Kariera reprezentacyjna

### Chiny
W 2017 roku otrzymał powołanie do reprezentacji Chin. Zadebiutował 10 listopada 2017 w meczu towarzyskim przeciwko reprezentacji Serbii (0:2).

## Statystyki

### Klubowe
(aktualne na dzień 3 marca 2021)
| Klub               | Sezon                | Liga               | Liga  | Liga   | Puchar kraju | Puchar kraju | Azja  | Azja   | Inne  | Inne   | Suma  | Suma   |
| Klub               | Sezon                | Liga               | Mecze | Bramki | Mecze        | Bramki       | Mecze | Bramki | Mecze | Bramki | Mecze | Bramki |
| ------------------ | -------------------- | ------------------ | ----- | ------ | ------------ | ------------ | ----- | ------ | ----- | ------ | ----- | ------ |
| Shanghai SIPG      |                      |                    |       |        |              |              |       |        |       |        |       |        |
| 2011               | China League One     | 1                  | 0     | 0      | 0            | –            | –     | –      | –     | 1      | 0     |        |
| 2012               | China League One     | 6                  | 0     | 2      | 1            | –            | –     | –      | –     | 8      | 1     |        |
| 2013               | Chinese Super League | 8                  | 0     | 2      | 0            | –            | –     | –      | –     | 10     | 0     |        |
| 2014               | Chinese Super League | 22                 | 0     | 0      | 0            | –            | –     | –      | –     | 22     | 0     |        |
| 2015               | Chinese Super League | 6                  | 0     | 1      | 0            | –            | –     | –      | –     | 7      | 0     |        |
| 2016               | Chinese Super League | 20                 | 1     | 2      | 0            | 8            | 0     | –      | –     | 30     | 1     |        |
| 2017               | Chinese Super League | 19                 | 1     | 7      | 0            | 11           | 0     | –      | –     | 37     | 1     |        |
| 2018               | Chinese Super League | 12                 | 0     | 2      | 0            | 4            | 0     | –      | –     | 18     | 0     |        |
| 2019               | Chinese Super League | 11                 | 0     | 1      | 1            | 7            | 0     | 1      | 0     | 20     | 1     |        |
| 2020               | Chinese Super League | 17                 | 0     | 0      | 0            | 6            | 0     | –      | –     | 23     | 0     |        |
| Ogólnie            | Ogólnie              | 122                | 2     | 17     | 2            | 36           | 0     | 1      | 0     | 176    | 4     |        |
| Ogólnie w karierze | Ogólnie w karierze   | Ogólnie w karierze | 122   | 2      | 17           | 2            | 36    | 0      | 1     | 0      | 176   | 4      |

### Reprezentacyjne
(aktualne na dzień 3 marca 2021)
| Reprezentacja | Rok     | Mecze | Bramki |
| ------------- | ------- | ----- | ------ |
| Chiny         |         |       |        |
| 2017          | 4       | 0     |        |
| 2018          | 0       | 0     |        |
| 2019          | 1       | 0     |        |
| Ogólnie       | Ogólnie | 5     | 0      |

| Mecze i gole w reprezentacji | Mecze i gole w reprezentacji | Mecze i gole w reprezentacji | Mecze i gole w reprezentacji | Mecze i gole w reprezentacji | Mecze i gole w reprezentacji | Mecze i gole w reprezentacji | Mecze i gole w reprezentacji |
| Lp.                          | Data                         | Miejsce                      | Gospodarz                    | Gość                         | Wynik                        | Gol                          | Rozgrywki                    |
| ---------------------------- | ---------------------------- | ---------------------------- | ---------------------------- | ---------------------------- | ---------------------------- | ---------------------------- | ---------------------------- |
| 1.                           | 10.11.2017                   | Kanton                       | Chiny                        | Serbia                       | 0:2                          |                              | Mecz towarzyski              |
| 2.                           | 14.11.2017                   | Chongqing                    | Chiny                        | Kolumbia                     | 0:4                          |                              | Mecz towarzyski              |
| 3.                           | 12.12.2017                   | Chōfu                        | Japonia                      | Chiny                        | 2:1                          |                              | Puchar Azji Wschodniej 2017  |
| 4.                           | 16.12.2017                   | Chōfu                        | Chiny                        | Korea Północna               | 1:1                          |                              | Puchar Azji Wschodniej 2017  |
| 5.                           | 25.03.2019                   | Nanning                      | Chiny                        | Uzbekistan                   | 0:1                          |                              | Mecz towarzyski              |

## Sukcesy

### Shanghai SIPG
- Mistrzostwo China League One (1×): 2012
- Wicemistrzostwo Chin (2×): 2015, 2017
- Mistrzostwo Chin (1×): 2018
- Superpuchar Chin (1×): 2019